# Phyllastrephus poliocephalus
Phyllastrephus poliocephalus е вид птица от семейство Pycnonotidae. Видът е почти застрашен от изчезване.

## Разпространение
Видът е разпространен в Камерун и Нигерия.